# Chiêu Hiến Thế tử
Chiêu Hiến Thế tử Lý Uông (昭顯世子 李汪, 5 tháng 2 năm 1612 - 21 tháng 5 1645) là trưởng tử của Triều Tiên Nhân Tổ và Nhân Liệt Vương hậu.
Năm 1644, Thế tử đến sống ở Bắc Kinh, tại đây ông bắt đầu giao thiệp với Johann Adam Schall von Bell, một giáo sĩ Công giáo người Tây Ban Nha, nhờ đó mà ông tiếp thu được một số kiến thức phương Tây và muốn áp dụng nó để cải cách Triều Tiên lớn mạnh sau này.

## Tiểu sử
Ông được sắc phong làm thế tử nhà Triều Tiên năm 1625 khi Lăng Dương quân Lý Tông được đưa lên ngôi dưới sự ủng hộ của phái Tây Nhân lãnh đạo bởi Kim Tự Điểm và Lý Quát phản chánh lật đổ Quang Hải Quân cùng phái Đại Bắc Nhân, tức Triều Tiên Nhân Tổ.
Ông kết hôn với Câm Châu Khương thị, con gái của Hữu nghị chính Khương Thạc Kỳ (姜碩期). Trong Cuộc xâm lược Triều Tiên lần thứ hai của Mãn Châu năm 1636, ông tham chiến tại Nam Hán Sơn thành cùng với Nhân Tổ.
Thế tử Chiêu Hiến là người làm trung gian hòa giải giữa Mãn Thanh và Triều Tiên, ông còn bảo vệ người dân Triều Tiên bị bắt làm nô lệ ở đây. Có một số nói rằng ông cùng vợ còn chăm chỉ kiếm và tích trữ tiền để mua lại những nô lệ Triều Tiên và giúp họ quay về cố quốc. Ông cũng học tiếng Mông Cổ, và tham dự vào các cuộc cải cách tân tiến theo lối sống Tây phương hiện đại.
Năm 1644, Thế tử ở lại ở Bắc Kinh với Đa Nhĩ Cổn 70 ngày để bàn luận kế hoạch truy quét tàn dư Nhà Minh, tại đây ông gặp được nhiều giáo sĩ Thiên Chúa giáo như Johann Adam Schall von Bell và tiếp nhận những kiến thức mới, được giới thiệu về Công giáo La Mã và văn hóa Tây phương.
Thế tử là người muốn duy tân Triều Tiên trở nên hùng mạnh hơn bằng cách đưa Công giáo và khoa học phương Tây, lối sống người Mãn vào xã hội Triều Tiên. Chiêu Hiến Thế tử không lâu sau bị bệnh rồi đột ngột qua đời. Nhiều người, và cả Thế tử tần Khương thị, cố gắng tìm ra nguyên nhân cái chết của Thế tử, còn có những lời đồn phổ biến trong dân gian như Quý phi Triệu thị, là Trắc phi được Nhân Tổ sủng ái nhất lúc bấy giờ, nổi tiếng với tính cách kiêu ngạo và coi thường cả Chính phi, luôn miệng đảm bảo rằng con trai Sùng Thiện Đại quân của mình sẽ lên ngôi, đã âm mưu với Ngự y Lý Hanh Ích thuộc Nội Y viện để hạ độc Chiêu Hiến Thế tử. Triệu thị cũng không mấy ưa Thế tử tần, vì Thế tử tần từng tố cáo Quý phi hạ sát Chiêu Hiến Thế tử, nhưng ngược lại còn bị Quý phi hãm hại, dẫn đến bản thân mất mạng mà liên lụy cả con cái.
Sau khi Chiêu Hiến Thế tử qua đời đã để lại một sự chấn động, các đại thần thường bàn ra tán vào cái chết bí ẩn của Để hạ và việc ai sẽ trở thành Thế tử tiếp theo, con của ông hay em của ông, cũng trở thành một đề tài xôn xao chốn cung đình. Về sau, Nhân Tổ Đại vương lập Phụng Lâm Đại quân làm Thế tử (tức Triều Tiên Hiếu Tông).

## Gia quyến
Vương thất Toàn Châu Lý thị (全州 李氏)
- Thân phụ: Triều Tiên Nhân Tổ
- Thân mẫu: Nhân Liệt Vương hậu
  - Vương đệ: Triều Tiên Hiếu Tông Lý Hạo (李淏)
  - Vương đệ: Lân Bình Đại quân (1622-1658)
  - Vương đệ: Long Thành Đại quân (李滾; 1624-1629)

Chiêu Hiến Thế tử (昭顯世子)
- Chương phụ: Hữu nghị chính Khương Thạc Kỳ (姜碩期)
- Chương mẫu: Phu nhân Cao Linh Thân thị (高靈 申氏)
  - Phu nhân: Mẫn Hoài tần Khương thị (姜氏; 1612)
    - Trưởng tử: Khánh Thiện quân Lý Bách (李栢; 1636)
    - Trưởng nữ: Khánh Thục Quận chúa (1637)

## Trong văn hóa đại chúng
- Được diễn bởi Im Ho trong trong Chil-woo the Mighty KBS 2008.
- Được diễn bởi So Young-don trong Tamra, the Island MBC 2009.
- Được diễn bởi Kang Sung-min trong Kẻ săn nô lệ KBS 2010.
- Được diễn bởi Jung Gyu-woon trong Mã Y MBC 2012.
- Được diễn bởi Jung Sung-woon trong Cruel Palace - War of Flowers JTBC 2013.
- Được diễn bởi Lee Jin-Wook trong The Three Musketeers tvN 2014.
- Được diễn bởi Baek Sung-hyun trong Splendid Politics MBC 2015.
- Được diễn bởi Bae In-hyuk trong Under the Queen's Umbrella tvN 2022.